# Парламентские выборы в Экваториальной Гвинее (1993)
Парламентские выборы в Экваториальной Гвинее состоялись 21 ноября 1993 года и стали первыми многопартийными выборами в Экваториальной Гвинее. Несмотря на то, что в выборах приняли участие семь политических партий, победу одержала правящая Демократическая партия Экваториальной Гвинеи, получив 68 мест из 80. 8 партий Оппозиционной платформы бойкотировали выборы и заявили, что явка составила не более 20 %, а не как было заявлено 68,5.

## Результаты выборов
| Партия                                                  | Голосов | %    | Мест получено | Изменения кол-ва мест |
| ------------------------------------------------------- | ------- | ---- | ------------- | --------------------- |
| Демократическая партия Экваториальной Гвинеи            | 54,589  | 69.8 | 68            | ▲8                    |
| Социальная и демократическая конвергеция                | 8,042   | 10.3 | 6             | новая партия          |
| Социал-демократический союз                             | 5,760   | 7.4  | 5             | новая партия          |
| Либеральная партия                                      | 4,974   | 6.4  | 1             | новая партия          |
| Либерально-демократическая конвергеция                  | 1,963   | 2.5  | 0             | новая партия          |
| Социалистическая партия Экваториальной Гвинеи           | 1,106   | 1.4  | 0             | новая партия          |
| Социал-демократическая партия                           | 909     | 1.2  | 0             | New                   |
| Национальный демократический союз Экваториальной Гвинеи | 880     | 1.1  | 0             | New                   |
| Недействительные/испорченные бюллетени                  | 512     | -    | -             | -                     |
| Итого                                                   | 78,736  | 100  | 80            | ▲20                   |

## Международная реакция
После выборов Министр иностранных дел Испании Солана Хавьер заявил о том, что выборы прошли честно и свободно, что подтвердили и другие наблюдатели.